# Randy Smith (hockey sur glace)
Randy Smith (né le 15 juillet 1965 à Saskatoon) est un joueur canadien de hockey sur glace. Lors des Jeux olympiques d'hiver de 1992, il remporte la médaille d'argent.

## Palmarès
- Médaille d'argent aux Jeux olympiques d'Albertville en 1992